# 街角トワイライト
「街角トワイライト」（まちかどトワイライト）は、1981年2月1日に発売されたシャネルズ（後のラッツ&スター）の3枚目のシングル。

## 解説
- 前作「トゥナイト」から約半年を経てのリリースとなった、謹慎明けから活動復帰後初シングル。
- この曲で『ザ・ベストテン』に初登場した時には、復帰直後ということもあり、メンバーが謝罪、今後の目標を語った。
- シングルチャートで1位に輝いた。アルバム『Heart & Soul』にも収録されている。
- 冒頭のアカペラ部分は当初予定には無かったが、鈴木雅之の発案によりレコーディング中に急遽挿入された。
- 1992年の東宝映画『未来の想い出』の挿入歌に使われ、サウンドトラック盤に収録されている。
- 2002年に韓国の男性デュオCANが「Hold Me Tight」の曲名でカバーしている（アルバム『Vacation』3曲目に収録）。

## 収録曲
両曲　作詞：湯川れい子　作曲・編曲：井上忠夫
1. 街角トワイライト
2. アゲイン